# Fußball-Verbandsliga Mecklenburg-Vorpommern
Die Verbandsliga Mecklenburg-Vorpommern ist die höchstklassige Fußball-Liga auf dem Gebiet des Landesfußballverbandes Mecklenburg-Vorpommern. Als Verbandsliga bildet sie eine der sechsthöchsten Spielklassen im deutschen Ligensystem. Ihr Meister steigt direkt in die Oberliga Nordost auf.
Gegründet wurde die Verbandsliga Mecklenburg-Vorpommern mit Beginn der Saison 1991/92 als Landesliga Mecklenburg-Vorpommern. Seit 1995/96 heißt sie Verbandsliga Mecklenburg-Vorpommern, während die Landesliga im Folgenden nur noch als Unterbau der Verbandsliga diente. Seit Beginn der Spielzeit 2009/10 wird unterhalb der Verbandsliga in drei Landesliga-Staffeln gespielt, die sich in die Bereiche Nord, West und Ost aufteilen. Ab 2017/18 wurde das Ligasystem in Mecklenburg-Vorpommern aufgrund sinkender Vereinszahlen umgestellt und die Landesliga war nur noch in zwei Staffeln vertreten. Inzwischen gibt es wieder drei Staffeln.

## Teilnehmende Mannschaften der Saison 2025/26
- Rostocker FC (A)  ▼
- Malchower SV
- 1. FC Neubrandenburg 04
- SV Pastow
- FSV Bentwisch
- MSV Pampow
- FC Mecklenburg Schwerin
- FC Förderkader René Schneider Rostock
- Greifswalder FC II
- FC Schönberg 95
- FSV Kühlungsborn
- Güstrower SC 09
- SV Warnemünde
- Penzliner SV
- SV Hafen Rostock

(A) – Absteiger aus der Oberliga Nordost 2024/25

## Meister

### Liste der Meister
Landesliga
- 1991/92: Hansa Rostock II
- 1992/93: 1. FSV Schwerin
- 1993/94: VfL 90 Rostock
- 1994/95: Parchimer FC

Verbandsliga
- 1995/96: Hansa Rostock II
- 1996/97: TSG Neustrelitz
- 1997/98: FC Schönberg 95
- 1998/99: SV Warnemünde
- 1999/2000: FC Anker Wismar
- 2000/01: FC Eintracht Schwerin
- 2001/02: TSG Neustrelitz
- 2002/03: Sievershäger SV 1950
- 2003/04: FC Anker Wismar
- 2004/05: Torgelower SV Greif
- 2005/06: FC Schönberg 95
- 2006/07: Greifswalder SV 04
- 2007/08: FSV Bentwisch
- 2008/09: FC Schönberg 95
- 2009/10: FC Anker Wismar
- 2010/11: 1. FC Neubrandenburg 04
- 2011/12: FC Pommern Greifswald
- 2012/13: Sievershäger SV 1950
- 2013/14: SV Waren 09
- 2014/15: FC Anker Wismar
- 2015/16: FC Mecklenburg Schwerin
- 2016/17: Torgelower FC Greif
- 2017/18: Greifswalder FC
- 2018/19: MSV Pampow
- 2019/20[1]: FC Anker Wismar
- 2020/21[2]: FC Mecklenburg Schwerin
- 2021/22: SG Dynamo Schwerin
- 2022/23: FC Anker Wismar
- 2023/24: Malchower SV
- 2024/25: SV Siedenbollentin

### Rekordsieger
| Platz | Verein                    | Titel | Jahre                              |
| ----- | ------------------------- | ----- | ---------------------------------- |
| 1.    | FC Anker Wismar           | 6     | 2000, 2004, 2010, 2015, 2020, 2023 |
| 2.    | FC Mecklenburg Schwerin 1 | 4     | 1993, 2001, 2016, 2021             |
| 3.    | FC Schönberg 95           | 3     | 1998, 2006, 2009                   |
| 4.    | Hansa Rostock II          | 2     | 1992, 1996                         |
| 4.    | TSG Neustrelitz           | 2     | 1997, 2002                         |
| 4.    | Sievershäger SV 1950      | 2     | 2003, 2013                         |
| 4.    | Torgelower FC Greif 2     | 2     | 2005, 2017                         |
| 8.    | Polizei SV Rostock 3      | 1     | 1994                               |
| 8.    | SC Parchim 4              | 1     | 1995                               |
| 8.    | SV Warnemünde             | 1     | 1999                               |
| 8.    | Greifswalder SV 04        | 1     | 2007                               |
| 8.    | FSV Bentwisch             | 1     | 2008                               |
| 8.    | 1. FC Neubrandenburg 04   | 1     | 2011                               |
| 8.    | FC Pommern Greifswald     | 1     | 2012                               |
| 8.    | SV Waren 09               | 1     | 2014                               |
| 8.    | Greifswalder FC           | 1     | 2018                               |
| 8.    | MSV Pampow                | 1     | 2019                               |
| 8.    | SG Dynamo Schwerin        | 1     | 2022                               |
| 8.    | Malchower SV              | 1     | 2024                               |
| 8.    | SV Siedenbollentin        | 1     | 2025                               |

## Meister der Junioren
| Saison   | A-Junioren                        | B-Junioren                  | C-Junioren                    | D-Junioren                    |
| -------- | --------------------------------- | --------------------------- | ----------------------------- | ----------------------------- |
| 2003/04  | FC Tollense Neubrandenburg        | FSV Bentwisch               | FC Eintracht Schwerin         | SSV Grün-Schwarz Greifswald   |
| 2004/05  | FC Eintracht Schwerin             | 1. FC Neubrandenburg 04     | FC Eintracht Schwerin (2)     | 1. FC Neubrandenburg 04       |
| 2005/06  | FC Eintracht Schwerin (2)         | 1. FC Neubrandenburg 04 (2) | FSV Bentwisch                 | FC Eintracht Schwerin         |
| 2006/07  | Rostocker FC                      | Greifswalder SV 04          | FC Eintracht Schwerin (3)     | FC Eintracht Schwerin (2)     |
| 2007/08  | FSV Bentwisch                     | FSV Bentwisch (2)           | 1. FC Neubrandenburg 04       | 1. FC Neubrandenburg 04 (2)   |
| 2008/09  | Greifswalder SV 04                | FC Hansa Rostock C I        | FC Eintracht Schwerin (4)     | FC Eintracht Schwerin (3)     |
| 2009/10  | FSV Bentwisch (2)                 | Greifswalder SV 04 (2)      | 1. FC Neubrandenburg 04 (2)   | FC Eintracht Schwerin (4)     |
| 2010/11  | 1. FC Neubrandenburg 04 (2)       | 1. FC Neubrandenburg 04 (3) | FC Anker Wismar               | 1. FC Neubrandenburg 04 (3)   |
| 2011/12  | FC Eintracht Schwerin (3)         | FC Hansa Rostock C I (2)    | 1. FC Neubrandenburg 04 (3)   | FC Anker Wismar               |
| 2012/13  | FC Anker Wismar                   | FC Hansa Rostock II         | 1. FC Neubrandenburg 04 (4)   | 1. FC Neubrandenburg 04 (4)   |
| 2013/14  | 1. FC Neubrandenburg 04 (3)       | FC Hansa Rostock II (2)     | FC Mecklenburg Schwerin (5)   | FC Mecklenburg Schwerin (5)   |
| 2014/15  | FC Mecklenburg Schwerin (4)       | 1. FC Neubrandenburg 04 (4) | FC Mecklenburg Schwerin (6)   | FC Mecklenburg Schwerin (6)   |
| 2015/16  | 1. FC Neubrandenburg 04 (4)       | FC Mecklenburg Schwerin     | FC Mecklenburg Schwerin (7)   | 1. FC Neubrandenburg 04 (5)   |
| 2016/17  | FC Förderkader René Schneider     | FSV Bentwisch (3)           | 1. FC Neubrandenburg 04 (5)   | F.C. Hansa Rostock            |
| 2017/18  | FC Mecklenburg Schwerin (5)       | Güstrower SC 09             | FC Pommern Stralsund          | F.C. Hansa Rostock (2)        |
| 2018/19  | MSV Pampow                        | 1. FC Neubrandenburg 04 (5) | FC Mecklenburg Schwerin (8)   | Greifswalder FC               |
| 2019/20* | FC Mecklenburg Schwerin (6)       | FC Hansa Rostock II (3)     | FC Mecklenburg Schwerin (9)   | F.C. Hansa Rostock (3)        |
| 2020/21* | FC Förderkader René Schneider (2) | FC Mecklenburg Schwerin (2) | 1. FC Neubrandenburg 04 (6)   | FC Mecklenburg Schwerin (7)   |
| 2021/22  | Rostocker FC (2)                  | FC Hansa Rostock II (4)     | F.C. Hansa Rostock II         | 1. FC Neubrandenburg 04 (6)   |
| 2022/23  | FC Mecklenburg Schwerin (7)       | FC Hansa Rostock II (5)     | FC Förderkader René Schneider | F.C. Hansa Rostock (4)        |
| 2023/24  | FC Förderkader René Schneider (3) | FC Hansa Rostock II (6)     | 1. FC Neubrandenburg 04 (7)   | 1. FC Neubrandenburg 04 (7)   |
| 2024/25  | 1. FC Neubrandenburg 04 (5)       | 1. FC Neubrandenburg 04 (6) | Greifswalder FC               | FC Förderkader René Schneider |

- Abbruch wegen der COVID-19-Pandemie